# Grupa na rzecz Europy Demokracji i Różnorodności
Grupa na rzecz Europy Demokracji i Różnorodności (ang. Europe of Democracies and Diversities, EDD) – eurosceptyczna frakcja w Parlamencie Europejskim, która funkcjonowała w latach 1999–2004. Współprzewodniczącymi Grupy EDD (liczącej na koniec kadencji 18 posłów) byli: Holender Johannes Blokland, Duńczyk Jens-Peter Bonde i Francuz Jean Saint-Josse (ten ostatni do 2002, kiedy to zastąpił go jego rodak Yves Butel). Po wyborach do Parlamentu Europejskiego w 2004 dotychczasowi członkowie oraz posłowie z nowo przyjętych do Unii Europejskiej krajów utworzyli nową frakcję o nazwie Niepodległość i Demokracja.

## Członkowie
1. Ruch Czerwcowy (Dania)
2. Łowiectwo, Wędkarstwo, Przyroda, Tradycja (Francja)
3. Combats Souverainistes (Francja)
4. ChristenUnie-SGP (Holandia)
5. Partia Niepodległości Zjednoczonego Królestwa (Wielka Brytania)
6. Liga Polskich Rodzin (Polska)